# 놀면 뭐하니?
《놀면 뭐하니?》는 매주 토요일 오후 6시 25분에 방영 중인 텔레비전 프로그램이다.

## 역대 출연자

### 현재 출연자
| 출연자 | 출연 기간              | 방송 회차    | 비고 |
| ------ | ---------------------- | ------------ | ---- |
| 유재석 | 2019년 7월 27일 ~ 현재 | 1회 ~ 현재   |      |
| 하하   | 2021년 8월 21일 ~ 현재 | 102회 ~ 현재 |      |
| 이이경 | 2022년 9월 3일 ~ 현재  | 150회 ~ 현재 |      |
| 주우재 | 2023년 7월 1일 ~ 현재  | 190회 ~ 현재 |      |

### 이전 출연자
| 출연자 | 출연 기간                         | 방송 회차     | 비고 |
| ------ | --------------------------------- | ------------- | ---- |
| 정준하 | 2021년 8월 21일 ~ 2023년 6월 10일 | 102회 ~ 189회 |      |
| 신봉선 | 2021년 8월 21일 ~ 2023년 6월 10일 | 102회 ~ 189회 |      |
| 이미주 | 2021년 8월 21일 ~ 2025년 5월 31일 | 102회 ~ 282회 |      |
| 박진주 | 2022년 9월 3일 ~ 2025년 5월 31일  | 150회 ~ 282회 |      |

## 방송 시간
| 방송 채널 | 방송 기간                         | 방송 시간                    | 방송 시간                    | 비고              |
| --------- | --------------------------------- | ---------------------------- | ---------------------------- | ----------------- |
| MBC TV    | 2019년 7월 27일 ~ 2021년 6월 26일 | 1부                          | 매주 토요일 저녁 6:30 ~ 7:10 | 분리 편성(1, 2부) |
| MBC TV    | 2019년 7월 27일 ~ 2021년 6월 26일 | 2부                          | 매주 토요일 저녁 7:10 ~ 7:55 | 분리 편성(1, 2부) |
| MBC TV    | 2021년 7월 3일 ~ 현재             | 매주 토요일 저녁 6:25 ~ 7:55 | 매주 토요일 저녁 6:25 ~ 7:55 | 통합 편성         |

## 결방 및 편성 변경 안내
2020년
- 12월 19일 : MBC 예능 《선을 넘는 녀석들 - 리턴즈》 조연출이 코로나19 확진 판정을 받음에 따른 결방.

2021년
- 4월 3일 : 《바꿔줘! 홈즈》 편성으로 인한 결방.
- 7월 24일 ~ 8월 14일 : 《2020 도쿄 올림픽》 중계방송으로 인한 결방.
- 12월 25일 : 《놀면 뭐하니?》 스페셜 도토페 비긴즈 방송으로 인한 결방.

2022년
- 1월 31일 : 《설에도 놀면 뭐하니?》 편성. (오후 4시 40분 방송)
- 2월 5일 ~ 2월 12일 : 《2022 베이징 동계 올림픽》 중계방송으로 인한 결방.
- 8월 13일 ~ 8월 27일 : 프로그램 개편으로 하이라이트 방송으로 대체.
- 11월 5일 : 이태원 참사 이슈로 인한 결방.

2023년
- 6월 17일 ~ 6월 24일 : 프로그램 개편으로 결방 및 《훅 까놓고 말해서》 대체 편성.
- 9월 30일 ~ 10월 7일 : 추석 연휴 및 2022 항저우 아시안 게임 중계방송으로 인한 결방.

2024년
- 7월 27일 ~ 8월 10일 : 2024 파리 올림픽 중계방송으로 인한 결방.
- 12월 7일 ~ 12월 14일 : 윤석열 대통령 탄핵소추 뉴스 특보로 인한 결방.

2025년
- 1월 4일 : 제주항공 2216편 활주로 이탈 사고로 인한 결방.

## 수상 경력
- 2019년 MBC 방송연예대상
  - 남자 신인상 : 유산슬
  - 뮤직&토크 특별상 : 이건우, 정경천, 박현우
  - 올해의 예능인상 : 유재석
  - 뮤직&토크 남자 우수상 : 조세호

- 2020년 MBC 방송연예대상
  - 올해의 작가상 : 최혜정
  - 베스트 커플상 : 지미유, 천옥
  - 올해의 예능인상 : 유재석
  - 뮤직&토크 여자 우수상 : 엄정화, 제시
  - 뮤직&토크 남자 우수상 : 김종민
  - 올해의 예능 프로그램상
  - 뮤직&토크 여자 최우수상 : 이효리
  - 대상 : 유재석

- 2021년 MBC 방송연예대상
  - 여자 신인상 : 이미주
  - 남자 신인상 : 박재정
  - 베스트 팀워크상 : MSG워너비
  - 인기상 : 김종민
  - 베스트 커플상 : 유재석, 하하, 이미주
  - 베스트 캐릭터상 : 정준하, 하하
  - 올해의 예능인상 : 유재석
  - 올해의 예능 프로그램상
  - 여자 최우수상 : 신봉선
  - 대상 : 유재석

- 2022년 MBC 방송연예대상
  - 여자 신인상 : 박진주
  - 뮤직&토크 인기상 : 이이경
  - 올해의 예능인상 : 유재석
  - 특별상 : 가야G - (이보람, 소연, HYNN, 정지소)

- 2023년 MBC 방송연예대상
  - 쇼·버라이어티 인기상 : 원탑
  - 남자 우수상 : 주우재
  - 쇼·버라이어티 부문 남자 최우수상 : 하하
  - 올해의 예능인상 : 유재석

- 2024년 MBC 방송연예대상
  - 쇼·버라이어티 부문 베스트 엔터테이너상 : 주우재
  - 핫이슈상 : 김석훈
  - 베스트 커플상 : 유재석, 하하
  - 남자 우수상 : 이이경
  - 올해의 예능인상 : 유재석